# Campoletis crassicornis
Campoletis crassicornis là một loài tò vò trong họ Ichneumonidae.